# 心眼 (Lanndo feat. 須田景凪の曲)
「心眼」（しんがん）は、Lanndo feat. 須田景凪の楽曲。2022年4月29日に配信限定シングルとしてA-Sketchからリリースされた。

## 概要
ボカロPのぬゆりによるソロプロジェクト「Lanndo」の作品で、須田景凪がゲストボーカルとして参加した。
作詞・編曲をぬゆりが担当し、作曲はぬゆりと須田の共作である。
本楽曲は、テレビアニメ『シャドウバースF』第1・2クールのオープニングテーマとして使用された。

## 収録内容
| #  | タイトル                 | 作詞   | 作曲            | 編曲   | 時間 |
| -- | ------------------------ | ------ | --------------- | ------ | ---- |
| 1. | 「心眼」(歌唱：須田景凪) | ぬゆり | ぬゆり 須田景凪 | ぬるり | 3:53 |

## 収録アルバム
| 曲名 | 収録アルバム   | 発売日        |
| ---- | -------------- | ------------- |
| 心眼 | 『ULTRAPANIC』 | 2022年12月7日 |